# Роналд Шиклич
Роналд Шиклич (хорв. Ronald Šiklić; нар. 24 листопада 1980, Загреб, СФРЮ) — хорватський футболіст, захисник.

## Життєпис
На молодіжному рівні виступав за загребське «Динамо». Професіональну кар'єру розпочав у клубі «Шибеник». Також виступав за «Інкер» з Запрешича (нині клуб називається «Інтер»). Пізніше виступав за польські клуби: «Одра» (Водзіслав-Шльонський), «Дискоболія», «Гурник» (Ленчна) й «Лехія». Навесні 2007 року перейшов у криворізький «Кривбас». У чемпіонаті України дебютував 1 квітня 2007 року в матчі проти запорізького «Металурга» (1:1), Шиклич вийшов на 62 хвилині замість Петра Ковальчука. 
Влітку 2007 року відправився на перегляд у чеські клуби «Сігма» (Оломоуц) та «Славія» (Прага), але жодному з них не підійшов, тому повернувся на батьківщину в Хорватію, де грав за команди «Кроація Сесвете» та «Славен Белупо». По завершенні сезону з'ясувалося, що протягом року «Славія» спостерігала за Роналдом і влітку 2008 року гравець приєднався до празького клубу, підписавши 4-річний контракт. У складі «Славії» взяв участь у кваліфікації до Ліги чемпіонів у матчі проти італійської «Фіорентіни» (0:0). Перший матч чехи програли (0:2) і вилетіли з турніру. У вересні 2009 року був відданий в оренду в «Динамо» з міста Чеські Будейовиці. Потім на правах оренди виступав в іншому чеському клубі, «Глучин». Завершив футбольну кар'єру в 2013 році виступами в загребському клубі «Лучко».

## Статистика виступів
Станом на 2 червня 2009 року
| Сезон | Клуб                     | Країна   | Змагання           | Матчі | Голи |
| ----- | ------------------------ | -------- | ------------------ | ----- | ---- |
| 00/01 | «Шибеник»                | Хорватія | Перша ліга         | 3     | 0    |
|       | «Інкер» (Запрешич) (ор.) | Хорватія | Третя ліга - Центр | 9     | 0    |
| 01/02 | «Шибеник»                | Хорватія | Перша ліга         | 4     | 0    |
| 02/03 | «Шибеник»                | Хорватія | Перша ліга         | 16    | 0    |
| 03/04 | «Одра» (ВШ)              | Польща   | Екстракляса        | 3     | 0    |
|       | «Дискоболія» (ГВ)        | Польща   | Екстракляса        | 3     | 0    |
| 04/05 | «Гурник» (Ленчна)        | Польща   | Екстракляса        | 16    | 0    |
| 05/06 | «Гурник» (Ленчна)        | Польща   | Екстракляса        | 5     | 0    |
| 06    | «Лехія» (Гданськ)        | Польща   | Друга ліга         | 4     | 0    |
| 06/07 | «Кривбас» (Кривий Ріг)   | Україна  | Прем'єр-ліга       | 0     | 0    |
| 07/08 | «Славен Белупо»          | Хорватія | Перша ліга         | 22    | 1    |
| 08/09 | «Славія» (Прага)         | Чехія    | Перша ліга         | 5     | 0    |

## Досягнення
«Славія» (Прага)
- Перша чеська футбольна ліга
  -  Чемпіон (1): 2008/09